# 聖マリア女学院中学校・高等学校
聖マリア女学院中学校・高等学校（せいまりあ じょがくいんちゅうがくこう・こうとうがっこう）は、岐阜県岐阜市福富に所在する私立女子中学校・高等学校。

## 沿革
- 1892年（明治25年） - 福者カルメン・サジェスによりスペイン王国ブルゴスに聖マリアの無原罪教育宣教修道会創立
- 1963年（昭和38年） - 聖マリア女学院高等学校を創立
- 1980年（昭和55年） - 特修コースを新設し、外国語教育の充実をはかる
- 1987年（昭和62年） - 聖マリア女学院中学校開設
- 1998年（平成10年） - 特別進学コースを設置
- 2012年（平成24年） - 50周年記念工事により、教室を追加

## 部活動
テニス部、バレーボール部以外は中高合同で活動をしている。
部活動のほかに同好会もあり、2つ以上の部活を掛け持ちすることはできないが、同好会は掛け持ちができる。
| - 運動系部活動 - 陸上部 - テニス部 - バレーボール部 - アーチェリー部 - ダンス部 | - 文化系部活動 - 聖歌隊 - ハンドベル - 美術部 - 英語ディベート - 日本語ディベート - 家庭科同好会 | - 講座 - パイプオルガン - 日本舞踊 - 茶道 - 華道 - AEON |

なお、十分な人数の生徒が集まれば、担当教師に申請したうえで同好会を作ることが可能。また、同好会は部費を部員で賄わなければならない。

## 交通機関
- 岐阜バス C32/N33/N35「福富団地口」下車。徒歩10分。
- みわっこバス 「聖マリア前」下車。
- スクールバス（ただし、すべてのコースにおいて全席指定席である。[1]）

## 姉妹校
- 同系姉妹校
  - スペイン、アメリカ、メキシコ、イタリア、ブラジル、大韓民国、フィリピンなど13カ国

Colegio de La Inmaculadaなど幼稚園から短大まで約160校
- 提携姉妹校
  -  オーストラリア

John Paul College（英語版）、All Hallows' School（英語版）
毎年高校2年生から5名、6週間のJohn Paul Collegeへの派遣を行なっている。